# Ількум
Ількум — стародавній правитель шумерського міста-держави Кіш. Імовірно, період його правління припадав на початок XXVII століття до н. е. Про його родинні відносини з Тізкаром нічого не відомо. Відповідно до Ніппурського царського списку правив упродовж 900 років.